# Марянув (Ґарволінський повіт)
Марянув (пол. Marianów) — село в Польщі, у гміні Гарволін Ґарволінського повіту Мазовецького воєводства.
У 1975-1998 роках село належало до Седлецького воєводства.